# Прадхан, Сахана
Сахана Прадхан (непальск. सहाना प्रधान; 17 июня 1927, Катманду, Королевство Непал — 22 сентября 2014, Катманду, Непал) — непальская государственная деятельница, одна из видных лидеров коммунистической партии, министр иностранных дел Непала (2007—2008) в коалиционном правительстве Гириджи Прасада Коиралы. 

## Биография
В 1938 г. её неварская семья эмигрировала в Бирму, где она провела юность. Вернулась в Непал в 1945 г., в 1950-е гг. работала учителем в начальных и средних школах. В 1953 г. получила степень бакалавра в Университете Патна в Индии. В 1961 г. получила степень магистра экономики в университете Трибхувана в Непале. В 1964—1973 гг. являлась преподавателем в колледже Падма Канья университете Трибухвана, в 1973—1975 гг. — в самом университете. В этот период активно боролась за права женщин и демократию.
Была замужем за лидером Коммунистической партии Непала Пушпой Лалом Шрестхой и одним из ведущих деятелей его коммунистической партии (член Политбюро с 1978 г.). За свою политическую деятельность несколько месяцев провела в тюрьме. В 1986 г. стала лидером Коммунистической партии (Пушпа Лал), после её объединения в 1987 г. с фракцией Манмохана Адикари и образованием Коммунистической партии Непала (марксистской) до 1990 года лидером объединённой партии. После её раскола в 1997—2001 гг. стала председателем Коммунистической партии Непала (марксистско-ленинской) и находилась на этом посту до нового объединения непальских коммунистов в 2002 г.
С 1990-х гг. неоднократно входила в состав правительства Непала:
- 1990—1991 гг. — министр промышленности, торговли и финансов,
- 1996—1997 гг. — министр лесного хозяйства и сохранения почв,
- 1997—1998 гг. — министр по делам женщин и социального обеспечения,
- 2007—2008 гг. — министр иностранных дел Непала.

На парламентских выборах 2008 года значилась под вторым номером в партийном списке КПН (ОМЛ). В том же году, после свержения монархии, рассматривалась в качестве одного из наиболее вероятных кандидатов на пост президента страны.
Сестра политика, Садхана Адикари, также была одним из лидеров коммунистического движения.